# Monika Brodka

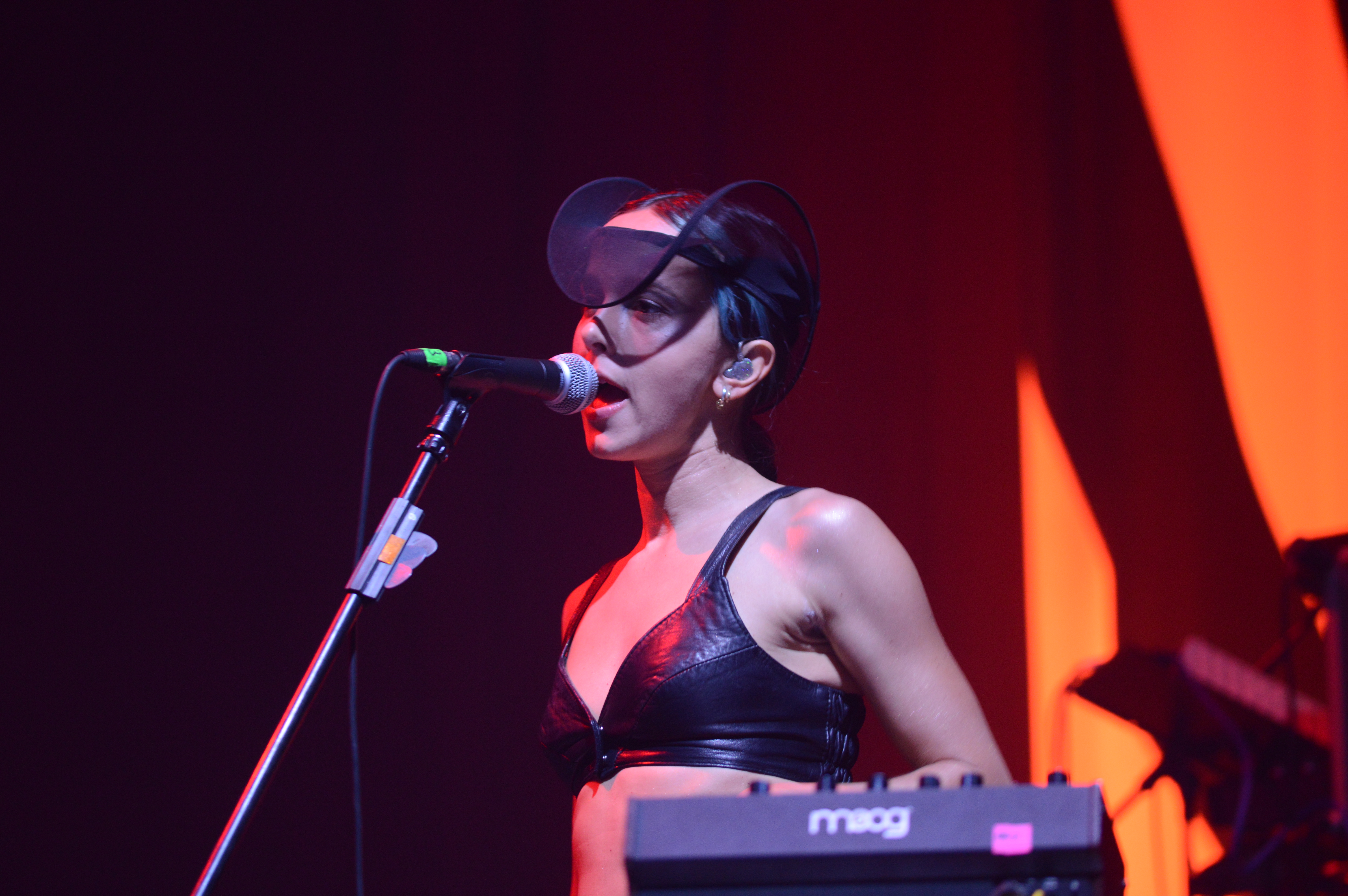
Monika Brodka, 2022

Monika Maria Brodka (nascida 7 de Fevereiro 1987) é uma cantora polaca, que atingiu a fama após ganhar a 3ª edição do Pop Idol polaco - "(Idol)" em 2004. Desde então foram lançados 3 álbuns, incluindo o album de 2010 Granda aclamado pela crítica polaca e mundial.
Em maio de 2012 Monika lançou sua música de estreia em um EP chamado "LAX". Há 2 novas músicas em Inglês ("Varsovie ae "Dancing Shoes") e alguns remixes.

## Começo
Depois de ganhar o POP IDOL polaco, Monika Brodka lança seu primeiro álbum (homônimo) se tornando disco de ouro depois de poucos meses.
Em novembro de 2006, lançou seu segundo álbum, Moje piosenki (Minhas músicas) no qual também se tornou disco de ouro em poucos meses.

## Álbum Granda
Depois de um descanso de 4 anos, um novo álbum é lançado, mostrando uma grande mudança em seu estilo musical. O álbum Granda foi descrito como "Baseado na eletrónica, rock e música de raíz, mas ainda aparecendo um pop que desaparece pouco a pouco na sua abordagem e execução, a gravação tem a vitalidade e o feito extraordinário que coloca a maior parte das tentativas do rock alternativo polonês no chão. Atualmente ela está em turné pela Polônia para promover o álbum no qual ela co-escreveu e compôs e que foi platina dupla em Novembro de 2011. 

## Discografia

### Álbuns
- Album 2004
- Moje piosenki 2006
- Granda 2010
- LAX, EP, 2012
- Clashes 2016
- Brut 2021
- Sadza, EP, 2022

### Singles
- 2004 "Ten"
- 2004 "Dziewczyna mojego chłopaka"
- 2005 "Miałeś być"
- 2006 "Znam Cię na pamięć"
- 2007 "Miał być ślub"-2004 r.
- 2007 "Za mało wiesz"
- 2010 "W pięciu smakach"
- 2011 "Granda"
- 2011 "Krzyżówka dnia"
- 2012 "Varsovie"
- 2012 "Dancing Shoes"
- 2016 "Horses"
- 2016 "Santa Muerte"
- 2016 "Up in the Hill"
- 2017 "My Name Is Youth"
- 2017 "Nieboskłon" (Tomasz Organek, Piotr Rogucki)
- 2018 "Horses" (A_GIM)
- 2018 "Granda" (The Dumplings)
- 2018 "Varsovie 2018"
- 2019 "Syberia" (Krzysztof Zalewski)
- 2021 "Wrong Party" (Scottibrains)
- 2021 "Game Change"
- 2021 "Hey Man"